# Pelotas (gemeente)
Pelotas is een stad en gemeente in Brazilië. Zij ligt in de staat van Rio Grande do Sul. Het is de derde grootste stad van de staat. Ze wordt gescheiden van de stad Rio Grande door de lagune Lagoa dos Patos en het São Gonçalokanaal.

## Aangrenzende gemeenten
De gemeente grenst aan Arroio do Padre (enclave), Canguçu, Capão do Leão, Morro Redondo, Rio Grande, São Lourenço do Sul en Turuçu.

## Verkeer en vervoer
De plaats ligt aan de wegen BR-116, BR-293, BR-392 en BR-471.

## Sport
Er zijn drie voetbalclubs in de stad: Brasil de Pelotas, Pelotas en Farroupilha.

## Bekende inwoners van Pelotas

### Geboren
- Aloísio Pires Alves (1963), voetballer
- Emerson Ferreira da Rosa, "Emerson" (1976), voetballer
- Michel Bastos (1983), voetballer
- Eduardo Leite (1985), gouverneur van Rio Grande do Sul[3]
- Taison Barcellos Freda, "Taison" (1988), voetballer
- Rodrigo Dourado (1994), voetballer
- William de Asevedo Furtado (1995), voetballer
- Silas Araújo da Silva (1996), voetballer

## Galerij

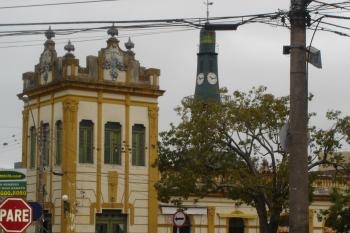
Marktgebouw van Pelotas